# Mehari Okubamicael
Mehari Okubamicael (nascido em 21 de maio de 1945) é um ex-ciclista etiopiano.

## Carreira
Disputou as Olimpíadas da Cidade do México 1968 e Munique 1972. Em 1968, competiu na prova de estrada, mas não conseguiu terminar a corrida; e em 1972, terminou em 28º nos 100 km contrarrelógio por equipes.